# Haplocochlias risoneideneryae
Haplocochlias risoneideneryae is een slakkensoort uit de familie van de Skeneidae. De wetenschappelijke naam van de soort is voor het eerst geldig gepubliceerd in 2002 door Barros, Santos, Santos, Cabral & Acioli.